# Staphylococcus lugdunensis
Staphylococcus lugdunensis é uma bactéria do género Staphylococcus. uma causa rara de infecções graves como endocardite nativa, muitas vezes provoca infecções superficiais da pele semelhantes às infecções por Staphylococcus aureus.